# Seifoglie

Partito d'argento e di nero, alla seifoglie dell'uno all'altro attraversante (stemma di Fígols, Spagna)

Seifoglie è un termine utilizzato in araldica per indicare una foglia a sei lobi.